# Chilicola tricarinatoides
Chilicola tricarinatoides är en biart som beskrevs av Packer 2007. Chilicola tricarinatoides ingår i släktet Chilicola och familjen korttungebin. Inga underarter finns listade i Catalogue of Life.